# كيث هاريس (منتج أسطوانات)
كيث هاريس (بالإنجليزية: Keith Harris)‏ هو منتج أسطوانات وكاتب أغاني أمريكي، ولد في 4 سبتمبر 1976 في شيكاغو في الولايات المتحدة.

## وصلات خارجية
- الموقع الرسمي